# Сопчоппі (Флорида)
Сопчоппі (англ. Sopchoppy) — місто (англ. city) в США, в окрузі Вакулла штату Флорида. Населення — 426 осіб (2020).

## Географія
Сопчоппі розташоване за координатами 30°3′35″ пн. ш. 84°29′8″ зх. д. / 30.05972° пн. ш. 84.48556° зх. д. (30.059787, -84.485453).  За даними Бюро перепису населення США в 2010 році місто мало площу 4,36 км², уся площа — суходіл.

## Демографія
Згідно з переписом 2010 року, у місті мешкало 457 осіб у 194 домогосподарствах у складі 123 родин. Густота населення становила 105 осіб/км².  Було 268 помешкань (61/км²).
Расовий склад населення:
| - 71,3 % — білих - 25,2 % — чорних або афроамериканців - 0,7 % — азіатів - 0,4 % — корінних американців |

До двох чи більше рас належало 2,4 %. Частка іспаномовних становила 2,2 % від усіх жителів.
За віковим діапазоном населення розподілялося таким чином: 24,7 % — особи молодші 18 років, 54,1 % — особи у віці 18—64 років, 21,2 % — особи у віці 65 років та старші. Медіана віку мешканця становила 42,5 року. На 100 осіб жіночої статі у місті припадало 88,1 чоловіків;  на 100 жінок у віці від 18 років та старших — 83,0 чоловіків також старших 18 років.
Середній дохід на одне домашнє господарство  становив 56 327 доларів США (медіана — 42 143), а середній дохід на одну сім'ю — 63 181 долар (медіана — 52 750). За межею бідності перебувало 12,9 % осіб, у тому числі 9,3 % дітей у віці до 18 років та 8,6 % осіб у віці 65 років та старших.
Цивільне працевлаштоване населення становило 175 осіб. Основні галузі зайнятості: освіта, охорона здоров'я та соціальна допомога — 44,0 %, науковці, спеціалісти, менеджери — 17,1 %, публічна адміністрація — 15,4 %.